# Lladrós
Lladrós és un poble del terme municipal de Vall de Cardós, situat a la comarca del Pallars Sobirà. Des del 1847 formava part de l'antic municipi d'Estaon.
El poble de Lladrós es troba a 1.019 metres d'altitud. Està situat a la dreta del riu Noguera de Cardós, als peus dels cims de Miravall (a l'oest), i del Roc Bataller a l'est. És el poble més septentrional del seu terme municipal, i, per carretera, queda separat de la resta del municipi per una llenca del terme municipal d'Esterri de Cardós que s'insereix en el terme de Vall de Cardós. A més, queda més a prop de Lladorre que del seu cap de municipi, Ribera de Cardós.
Lladrós té l'església parroquial de Sant Pere i, a ran de la Noguera de Cardós, el pont romànic amb la capella romànica de la Mare de Déu del Pont i restes de la capella de Sant Pere del Beneficiat, al poble mateix.
Un particular vestigi de l'antiguitat del poble fou un as romà de la seca de Tàrraco que el rector de Lladrós trobà en el poble.

## Etimologia
Lladrós és un dels relativament pocs topònims d'origen romànic, segons Joan Coromines; es tracta d'un nom comú, lladre (llaire en la variant pallaresa) que, tot i tenir el mateix origen etimològic del mot comú lladre (el que roba), pren un significat diferent, en llocs boscosos: la part de l'arbre entre l'escorça i el cor. El topònim ve, segons l'il·lustre filòleg, de l'abundor de fusta en els entorns. El nom del poble vindria del veí Bosc de Lladrós, no pas a l'inrevés.

## Geografia

### El poble de Lladrós
El poble està disposat en un coster a la dreta de la Noguera de Cardós i al nord-oest de la carretera L-504, que passa ran de les cases més baixes i meridionals de Lladrós. Forma tres o quatre carrers irregulars, a diferents nivells del poble, el qual presenta almenys quatre accessos diferents des de la carretera. L'església de Sant Pere és a la part central-oriental del poble, en un espai obert entre les cases del poble.

#### Les cases del poble[4]
| - Casa Barber - Casa Batistó - Casa Besso - Casa Biela - Casa Brunet - Casa Bursola - Casa Canona - Casa Carlets - Casa Cebrià | - Casa Enric de Tamborí - Casa Fransua - Casa Frassader - Casa Fredolic - Casa Fuster - Casa Gatarra - Casa Grabiel - Casa Jaime | - Casa Jepeta - Casa Llera - Casa Lliset - Casa Llop - Casa Manyota - Casa Marquet - Casa Martí - Casa Marxant | - Casa Metgessa - Casa Mossèn Josep - Casa Mossèn Peri - Casa Pona - Casa Pubill - Casa Ramon - La Rectoria - Casa Roviras | - Casa Sastre - Casa Saura - Casa Serrat - Casa Sinyor - Casa Soldat - Casa Tamborí - Casa Tamborí de Dalt - Casa Teixidor |

## Història

### Edat moderna
En el fogatge del 1553, Ladros declara 1 foc eclesiàstic i 6 de laics, uns 35 habitants.

### Edat contemporània
Pascual Madoz dedica un article del seu Diccionario geográfico... a Lladros. S'hi pot llegir que és una localitat amb ajuntament situada en un pla envoltat d'altes muntanyes; la combaten els vents del nord i del sud-oest, i el clima és fred i propens a pulmonies i reumes. Tenia en aquell moment 27 cases i l'església parroquial de Sant Pere, que comprèn l'annex d'Ainet de Cardós, servida per un rector i un beneficiat de sang (fill de la parròquia). El territori és muntanyós la major part, fluix i pedregós. S'hi produïa blat, sègol, ordi, patates i fenc. S'hi criava bestiar vacum, de llana i cabres. Hi havia caça de llebres i perdius, i pesca de truites. Comptava amb 25 veïns (caps de casa) i 151 ànimes (habitants).

## Llocs d'interès
- Mare de Déu del Pont: pont romànic.

## Comunicacions
Com tots els pobles de la Vall de Cardós, la seva connexió és per la carretera L-504.

## Festes
- Festa Major de Lladrós: 29 de juny